# Jasaneobo
Jasaneobo (hangul:자산어보, MOCT: Jasaneobo) – południowokoreański czarnobiały film historyczny z 2021 roku w reżyserii Lee Joon-ika. Inspiracją do powstania filmu była książka Jasaneobo, autorstwa Yak-jeona. W głównych rolach wystąpili Sol Kyung-gu i Byun Yo-han. Koreańska premiera filmu mała miejsce 31 marca 2021 roku. Inspiracją do powstania filmu byłą prawdziwa historia Jung Yak-Jeon (1758-1816) i Janga Chang-Dae. Koreański tytuł filmu „Jasaneobo” pochodzi z tytułu książki autorstwa Jung Yak-Jeon.
Film zdobył główną nagrodę na 57. Baeksang Arts Awards w maju 2021 roku oraz 19 innych nagród na różnych ceremoniach wręczenia nagród. 

## Opis fabuły
Rok 1801. Jeong Yak-Jeon (Sol Kyung-gu) jest uczonym i biurokratą. W wyniku głoszonych przez siebie poglądów, zostaje zesłany na odległą wyspę Heuksando. Tam zafascynowany rybami postanawia o nich napisać. Jeong Yak-Jeon prosi młodego rybaka Chang-Dae (Byun Yo-han) o pomoc, ale Chang-Dae mu odmawia. Twierdzi, że nie chce pomagać przestępcy. Jeong Yak-Jeon zdaje sobie sprawę, że Chang-Dae uczy się sam i ma trudności z nauką.
Jeong Yak-Jeon oferuje wymianę, on przekażę Chang-Dae swoją wiedzę, a Chang-Dae pomoże mu w badaniach na temat morza.

## Produkcja
Zdjęcia rozpoczęły się 19 sierpnia 2019 i zakończyły 31 października 2019. 

## Obsada
- Sol Kyung-gu jako Jeong Yak-jeon
- Byun Yo-han jako Jang Chang-dae
- Lee Jung-eun jako kobieta z Gageo
- Min Do-hee jako Bok-rye
- Cha Soon-bae jako Poong-heon
- Kang Ki-young jako Lee Kang-hwe
- Dong Bang-woo jako sędzia Naju
- Jung Jin-young jako Król Jeongjo
- Kim Eui-sung jako oficiel Jang
- Bang Eun-jin jako matka Changdae
- Ryu Seung-ryong jako Jeong Yak-yong
- Jo Woo-jin jako Byeol-jang
- Choi Won-young jako Jeong Yak-jong
- Yoon Kyung-ho jako Moon Soon-deuk
- Jo Seung-yeon jako Yi Byeok